# Икский заказник
Икский заказник (баш. Эйек заказнигы) — государственный природный зоологический заказник республиканского значения, расположенный в восточной части Кугарчинского района Республики Башкортостан, в междуречье Большого и Малого Ика.

## Обзор
Был организован в соответствии с Постановлением Совета Министров Башкирской АССР от 26 апреля 1972 года N 220 с целью сохранения и увеличения численности ценных видов диких животных. В 1998 году часть территории заказника была отведена под природный парк «Мурадымовское ущелье». Постановлением Правительства Республики Башкортостан от 25 августа 2005 года N 189 заказник был закреплен за государственным бюджетным учреждением Дирекция по особо охраняемым природным территориям Республики Башкортостан. С 2012 года в составе биосферного резервата «Башкирский Урал».
Площадь заказника — 29 257 га, лесистость составляет 71,0%.  
Заказник населяют 40 видов млекопитающих, из которых 25 — охотничьи животные. Особой охране на территории заказника подлежат лось, кабан, косуля, медведь, рысь, лисица, куница, норка американская, заяц-беляк. Непосредственно в заказнике на пролёте и в гнездовой период встречается около 122 видов птиц, из которых 30 являются объектами охоты. Из видов, занесенных в Красную книгу Республики Башкортостан, — серая куропатка, серый журавль, обыкновенная летяга, выдра, беркут, балобан, филин.